# Opalimosina stepheni
Opalimosina stepheni är en tvåvingeart som beskrevs av Papp 1991. Opalimosina stepheni ingår i släktet Opalimosina och familjen hoppflugor.
Artens utbredningsområde är Nepal. Inga underarter finns listade i Catalogue of Life.